# Изотоп (компания)
ГП «Изотоп» — советское, а затем украинское государственное предприятие, основной сферой деятельности которого являются производство, продажа и транспортировка источников ионизирующего излучения, а также утилизация оных.

## История
Производственное предприятие «Изотоп» образовано 2 августа 1962 под названием Киевская межреспубликанская контора Всесоюзного объединения «Изотоп». Находилось в ведении Министерства среднего машиностроения СССР под эгидой Государственного комитета при СМ СССР по использованию атомной энергии. После распада СССР относится к Министерству промышленной политики Украины.
В 1968 завершилось строительство первой очереди производственно-складского комплекса с хранилищем изотопов в селе Пролески Бориспольского района Киевской области. В период с 1980 до 1996 для обеспечения возросших производственных потребностей предприятия и улучшения условий труда проведена поэтапная полная реконструкция комплекса, расширена территория, построены новые складские помещения. В 1986 и последующих годах коллектив «Изотопа» вносит вклад в дело ликвидации последствий аварии на Чернобыльской АЭС путём поставок различного оборудования и средств индивидуальной защиты, организаций контрольно-пропускных пунктов, пунктов дезактивации, сервисного пункта ремонта дозиметрической аппаратуры для всех предприятий зоны ликвидации аварии, кадровое подразделение УС-605, принимавшее всех специалистов, направленных в командировку на ЧАЭС по всему Советскому Союзу, затем на постсоветском пространстве. Многие работники предприятия, в том числе директор предприятия А. К. Солод, приняли участие в ликвидации аварии. В конце 1980-х и начале 1990-х годов поставлено на серийное производство около 10 типов бытовых дозиметров, объём серийного выпуска насчитывал сотни тысяч единиц продукции.
В 2004 на базе предприятия в качестве обособленного подразделения создан Государственный регистр ИИИ (источников ионизирующего излучения), функционирующий как единственная система учёта и контроля ИИИ в Украине. В сентябре 2013 года завершено строительство «горячей» камеры и полная модернизация системы физической защиты транспортно-складского комплекса.

## Партнёры
- Энергоатом
- Турбоатом
- Запорожсталь
- Полтавский горно-обогатительный комбинат
- Киевская бумажная фабрика
- Северодонецкое объединение Азот
- Днепропетровский агрегатный завод[укр.]
- Ивано-Франковский арматурный завод[укр.]
- Ужгородский Турбогаз[укр.]
- Вишнёвский литейно-кузнечный завод
- Теплоэнергомонтаж
- Институт сердца Министерства здравоохранения Украины
- Национальный институт рака
- Киевский городской клинический онкологический центр[укр.]
- Клиническая больница «Феофания»[укр.]
- Больница израильской онкологии LISOD[укр.]
- Институт медицинской радиологии имени С. П. Григорьева НАМНУ
- Львовский государственный онкологический региональный лечебно-диагностический центр
- Институт металлофизики имени Г. В. Курдюмова НАНУ
- Харьковский национальный университет имени В. Н. Каразина
- Прикарпатский национальный университет имени Василия Стефаника
- Славянские обои — КФТП[укр.]
- Smart Maritime Group[укр.]

## Международное сотрудничество
Предприятие «Изотоп» сохранило преемственность производственных отношений с поставщиками РФ, других стран СНГ и Европы, а также существенно расширило производственные связи, поддерживая деловые контакты с фирмами США, Канады, Китая и других стран. Взаимодействуют с правительством Германии по вопросам обеспечения защиты ядерных материалов в рамках Глобального партнёрства G8 против распространения оружия и материалов массового уничтожения. В июле 2023 деятельность предприятия изучала миссия МАГАТЭ по поддержке и помощи в вопросах сохранности и безопасности источников ионизирующего излучения в Украине.